# Тарас Бульба (опера Лысенко)
«Тарас Бульба» — опера  украинского композитора Николая Лысенко по сюжету одноимённой повести Н. Гоголя, либретто М. Старицкого. Историко-героическая народно-музыкальная драма.

## История написания
Работа над произведением длилась десятилетие (1880—1890).
Летом 1892 года, когда в Киеве свирепствовала холера, семья Николая Витальевича Лысенко несколько летних и осенних месяцев жила в селе Орлова Балка, рядом со Знаменкой, где проживал его брат, в котором композитор и занимался оркестровкой своего произведения.
Николай Лысенко при жизни так и не увидел свою оперу на сцене театра. Несколько раз в концертах общества «Молодая громада» исполнялись под рояль сцены из оперы (в том числе при участии Леси Украинки). Впервые целиком опера была поставлена в 1924 году в Харькове, а в 1927 — в Киеве.
Для 1-й «Декады украинского искусства» в Москве в 1937 г. поэту М. Рыльскому, а также композиторам Л. Ревуцкому (музыкальная редакция) и Б. Лятошинскому (оркестровка) был сделан заказ на новую редакцию оперы. Премьера «Тараса Бульбы» в новой редакции состоялась в 1937 году и прошла с большим успехом. Однако в ряде моментов редакторы слишком далеко отошли от оригинала оперы, что стало причиной появления третьей редакции оперы, завершённой в начале 1950-х годов.
Премьера «Тараса Бульбы» в третьей редакции состоялась весной 1955 года (дирижёр А.Климов, режиссёр В. Скляренко, художник А. Петрицкий) — в этой редакции опера была записана на грампластинки, изданы клавиры (Киев, «Музична Україна» дважды) и партитура.
Сегодня опера занимает ведущее место в репертуаре украинских театров.
Партии в опере в разное время исполняли: Мария Литвиненко-Вольгемут, 3оя Гайдай, Елизавета Чавдар, Михаил Гришко, Николай Кондратюк, Иван Паторжинский, Михаил Донец, Александра Ропская, Галина Туфтина.
Киевский оперный театр выезжал с оперой на гастроли в Висбаден (1982), Дрезден (1987), Загреб (1987). В партиях пели:
- Тарас: Владилен Грыцюк, Кикоть, Андрей Иванович
- Остап: Дмитрий Гнатюк, Анатолий Мокренко
- Андрей: Василий Третьяк. Степан Фицыч
- Марильца: Лидия Забиляста, Мария Стефюк.

Оперой дирижировали ведущие дирижёры — Стефан Турчак и Владимир Кожухарь.
Традиционно, каждый сезон Национальной оперы Украины открывается спектаклем «Тараса Бульбы».

## Сюжет
Площадь в Киеве перед братским монастырём; неподалёку — базар. Старый кобзарь рассказывает людям, собравшимся вокруг него, о героическом прошлом запорожских казаков. И сейчас, в трудный для Украины час, певец призывает постоять за родину. Из монастыря выходят Тарас с сыновьями. Оставляя их в бурсе учиться, он просит монаха воспитывать молодых казаков в любви к родной Украине. Андрей (один из сыновей) рассказывает брату о встрече с прекрасной девушкой, которая пленила его. Приближается католическая процессия. Впереди — воевода с дочерью. Неожиданно для себя Андрей узнаёт в ней свою избранницу. Не слушая предостережений Остапа, он решает добиться встречи.
Дочь Воеводы Марильца мечтает о бурсаке, который ей понравился. Появляется Андрей, втайне проник в замок. Марильца кокетничает с Андреем, наряжает его для забавы девушкой. Внезапно слышатся шаги Воеводы. Андрея прячут. Но услышав, как отец строго отчитывает дочь за её отказ знатному жениху, чувствуя своё унижение, Андрей выпрыгивает из окна в сад. Беглеца замечает прислуга. Однако служанка не выдает Марильцу и упорно повторяет грозному Воеводе, что в комнате никого не было. Челяди не удаётся поймать Андрея; Марильца торжествует.
Жена Тараса с нетерпением ждёт сыновей. Наконец они появляются в родном доме в сопровождении отца и толпы гостей. Тарас провозглашает тост за то, чтобы его сыновья сумели отличиться в бою с врагами. Гости славят удаль лихих казаков. Тарас немедленно отправляется с ними в Запорожскую Сечь.
Приехав в Сечь, Тарас, полковник казачьего войска, ратует за выборы нового кошевого: запорожцы сидят без дела, а поляки тем временем терзают Украину! Тревога созывает казаков на совет. Разгораются жаркие споры, кого выбрать новым кошевым. Гонец, прибывший с Украины, рассказывает о бесчинствах и насилия поляков: церкви закрыты, старшины замученные, гетман предательски убит в Варшаве. Единственное стремление охватывает войско: скорее в поход, отомстить врагу.
Казаки осадили польскую крепость в Дубне. Ночь. Бодрствует только Андрей, что мечтает о Марильце. Кто-то тихо произносит его имя. Это — служанка панночки, проникшей сюда из крепости через подземный ход. С ужасом Андрей узнаёт, что его любимой грозит голодная смерть. Собрав продукты, он спешит вслед за служанкой в крепость.
Покои дубенского Воеводы. Поляки, истощены долгой осадой, молятся о спасении. Появляется Андрей. Ослеплённый красотой Марильцы, он отрекается от родины.
Воевода и именитые шляхтичи благодарят казака за помощь. Однако, когда Андрей осмеливается просить руки Марильцы, Воевода вспыхивает гневом. Шляхта же видит в приходе запорожца десницу божью. По их совету и мольбами дочери, Воевода благословляет молодых и доверяет Андрею командование войском.
Тарас, избранный наказным атаманом, настраивает казаков на штурм крепости. От маркитанта Янкеля, побывавшего в Дубне, Бульба узнаёт об измене Андрея. В отчаянии отец проклинает день, когда у него родился сын-предатель. Завязывается бой. Из крепости во главе польского войска выезжает Андрей. Тарас стреляет в предателя. Андрей умирает с именем Марильцы на устах. В ярости, сокрушая всё на своём пути, бросаются запорожцы на приступ.

## Известные музыкальные номера
- Увертюра
- Песня Тараса («Ой, летает орёл»)
- Сцена и ария Насти
- Сцена и ария Остапа («Кто убил его? / Что сделал ты?»)